# Pico de luz eterna
O Pico de luz eterna é um ponto na superfície de um corpo do sistema solar que é iluminado initerruptamente pela luz solar. A lua possui uma região com estas características, que foi descoberta em 1994 e despertou interesse científico devido a possibilidade de facilitar a instalação de uma base lunar.